# محمود حسام
محمود حسام الدين محمود جلال وشهرته محمود حسام (11 سبتمبر 1964 بالإسكندرية -) ضابط شرطة سابق (استقال سنة 1995)، ومتخصص في حقوق الإنسان، ورئيس حزب البداية بتاريخ 8/2012، ومرشح لانتخابات الرئاسة المصرية 2012. متزوج وله ولد وابنتان، وهو من أسرة أصلها من بني سويف. من أبرز أولوياته المعلنة «تطبيق القانون على الجميع».

## ترشحه للرئاسة
أعلن تقديم أوراقه للترشح لانتخابات الرئاسة المصرية 2012 يوم 2 أبريل 2012، من خلال جمع 40 ألف توكيل. تتركز أولوياته في الإصلاح الاقتصادي والأمني بالدرجة الأولى.

### البرنامج الانتخابي
على المدى القصير: إعادة الأمن وتطهير هيئة الشرطة من بعض الفاسدين، ووضع معايير التعاون بين الشعب والأمن، وإعادة الثقة لضباط الشرطة وأفرادها، بالإضافة إلى وقف تهريب الأموال خارج البلاد وإعطاء الفرصة لإعادة التوازن الاقتصادي والدفع بعجلة الإنتاج لتحقيق مطالب الشعب.
على المدى الطويل: خلق فرص عمل لمحاربة البطالة وزيادة الإنتاج، بالإضافة إلى زيادة الرقعة الزراعية واستصلاح الأراضي وإعادة التقسيم الجغرافي للمحافظات، لتحقيق الامتداد العمراني في الظهير الصحراوي وتنفيذ خطة مدروسة للتأمين الصحي يشمل كل ما يستحق وضمان وصول الدعم لمستحقيه فقط.

## المؤهلات العلمية
- ليسانس حقوق عام 1985[1]
- حاصل على شهادة من كلية الاقتصاد والعلوم السياسية جامعة القاهرة .[1]
- حاصل على شهادة من المركز الديمقراطي العربي للدراسات السياسية والاستراتيجية.[1]

## العمل السياسي
- مؤسس ورئيس حزب البداية.[1]
- رئيس ائتلاف أحزاب مصر الوسطية (17 حزب)[1]
- عمل بهيئة الأمم المتحدة قسم حقوق الإنسان لمنطقة الشرق الأقصى بين 1992 و1994.[1]
- عضو اللجنة العليا لتقصى الحقائق لـ«منظمة المصريين المتحدين لحقوق الإنسان».[1]

## العمل الاقتصادي
- رئيس مجموعة شركات استثمارية في مصر والدول العربية .[1]

## العمل الأمني
- عمل كضابط شرطة في حرس مجلس الوزراء، نُدب للعمل في قوات حفظ السلام الدولية حتى استقالته عام 1997.[4] ويُلخّص عمله في الشرطة أنّه كان «في شرطة الخيّآلة ثم العمليات الخاصة وإدارة الحراسات الخاصة».[3]
- حاصل على فرقة معلم صاعقة راقية رقم 312 بالقوات المسلحة عام 1985.[1]
- حاصل على دورة بالقوات المسلحة البريطانية في مجال حراسة الشخصيات والمنشئات الهامة.[1]

## العمل الاجتماعي
- رئيس جمعية أولياء الرحمن الخيرية.[1]
- رئيس مؤسسة الطريق إلى الله الخيرية.[1]
- مؤسس رابطة عوام المسلمين.[1]

## المجال الرياضي
- فارس دولي ومربي للخيل العربي.[1]
- نائب رئيس الاتحاد المصري للخماسي الحديث سابقا.[1]